# Tempio di Demetra (Agrigento)
Il tempio di Demetra è un tempio greco dell'antica città di Akragas sito nell'area archeologica di Agrigento.

## Storia

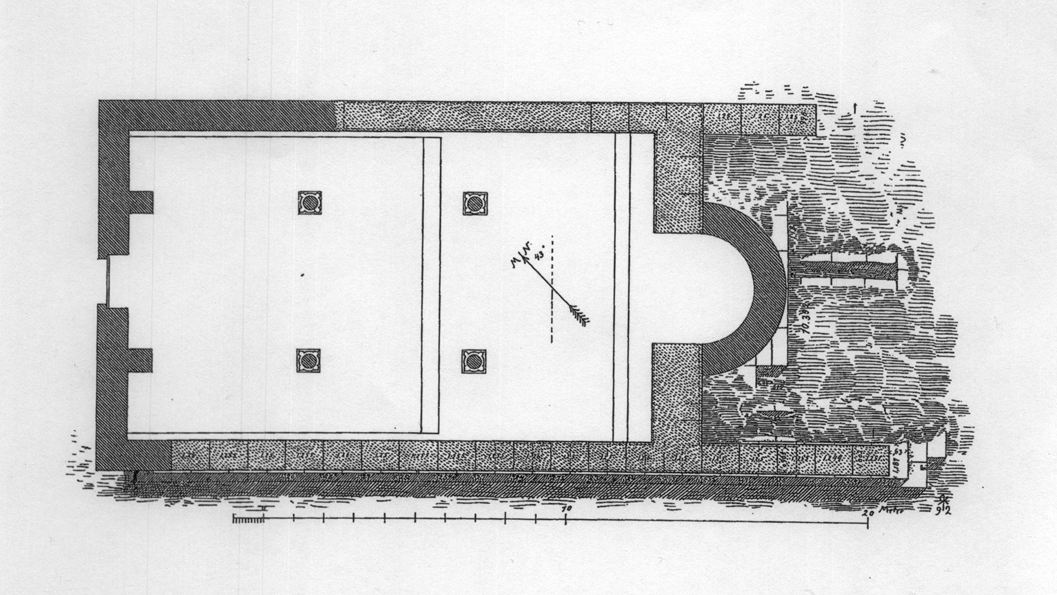
Pianta del tempio

Costruito in stile dorico nel 470 a.C. e dedicato a Demetra, patrona della città, il tempio è stato inglobato nella chiesetta normanna di San Biagio. Da una cisterna sita nelle sue vicinanze proviene l'efebo di Agrigento, un kouros di età severa custodito nel museo archeologico regionale di Agrigento.